# L'ibisco viola
L'ibisco viola è un romanzo della scrittrice nigeriana Chimamanda Ngozi Adichie.

## Trama
Kambili è una ragazzina che vive a Enugu, in Nigeria, insieme alla sua famiglia composta dal padre Eugene, proprietario di un giornale, lo "Standard", e di alcune fabbriche della zona, dalla madre Beatrice e da suo fratello Jaja. Dopo un periodo complesso, i ragazzi soggiornano per poco tempo a casa della zia vedova Ifeoma, che abita e lavora nella cittadina universitaria di Nsukka. Qui scopriranno la libertà, grazie anche ai cugini e a un prete della chiesa locale, padre Amadi, che vede in Kambili una ragazza particolare e audace nonostante la sua timidezza.